# Mads Rørvig
Mads Rørvig Nielsen (født 11. juli 1985 i Viborg) er en tidligere dansk politiker. Siden 2020 er han adm. direktør for brancheorganisationen, Mobility Denmark (De Danske Bilimportører). 2017-2020 var han underdirektør i Finans Danmark.
Rørvig blev hhx-student fra Viborg Handelsskole i 2004, HA i almen erhvervsøkonomi fra Copenhagen Business School i 2008 og endelig cand. merc. i Økonomisk Markedsføring ligeledes fra Copenhagen Business School i 2010. Han har siden 2007 været ansat i Nykredit Erhverv. Fra 2005 til 2007 var han politisk assistent for Venstre på Christiansborg.
Fra 24. februar 2010 til 18. juni 2015 var han medlem af Folketinget, valgt for Venstre i Silkeborg Sydkredsen.
Ved folketingsvalget 2007 blev Rørvig førstesuppleant. Han fungerede derfor som stedfortræder for Kristian Pihl Lorentzen fra 28. oktober til 18. november 2009. Han indtrådte som fast medlem af tinget ved Søren Gades mandatnedlæggelse.
Ved folketingsvalget 2011 blev Rørvig genvalgt med 8279 personlige stemmer, og sikrede sig dermed det fjerde mandat for Venstre i Vestjyllands Storkreds.
Siden 2010 har han været medlem af Kvinderådets repræsentantskab.
4. maj 2010 stemte Mads Rørvig (sammen med fire andre V-folketingsmedlemmer) for at give homoseksuelle  par, der lever i registreret partnerskab, ret til at adoptere på lige fod med heteroseksuelle.
Den 22. august 2013 blev Mads Rørvig udnævnt til formand for Folketingets Skatteudvalg.
Ved Folketingsvalget 2015 blev han ikke genvalgt. I oktober 2015 blev han ansat som pr-chef i Finans Danmark. In 2017 blev han underdirektør samme sted, en post han havde indtil 2020, hvor han blev administrerende direktør for De Danske Bilimportører, nu Mobility Denmark.
Rørvig er bosiddende i København og er en habil pianist.